# Meridiosignum menziesi
Meridiosignum menziesi är en kräftdjursart som först beskrevs av Winkler 1994.  Meridiosignum menziesi ingår i släktet Meridiosignum och familjen Paramunnidae. Inga underarter finns listade i Catalogue of Life.